# العلاقات الإماراتية الكويتية
العلاقات الكويتية الإماراتية تشير إلى العلاقات الدولية بين دولة الإمارات العربية المتحدة والكويت. وكلاهما منضمان إلى مجلس التعاون لدول الخليج العربية.
شهدت العلاقات الثنائية بين دولة الإمارات العربية المتحدة والكويت محطات بارزة بالتميز أسهمت بصورة مباشرة في ترسيخ هذه العلاقات والمضي بها قدما سواء على المستوى الثنائي أو من خلال مسيرة مجلس التعاون بما ينعكس على تحقيق مصالح البلدين الشقيقين، وقد أرسى دعائم هذه العلاقة التي جمعت دولة الإمارات والكويت أمير الدولة الراحل زايد بن سلطان آل نهيان وصاحب السمو الراحل الشيخ جابر الأحمد الجابر الصباح في اطار العلاقة الأخوية التي ترسخت عبر عقود من الزمن وتوطدت منذ اللقاء الذي جمع الشيخ زايد بن سلطان آل نهيان بالراحل صاحب السمو الشيخ صباح السالم الصباح في عام 1973.